# Migmacastor
Migmacastor — вимерлий представник родини бобрових, Castoridae, відомий з одного виду, Migmacastor procumbodens. Повідомлялося лише про один екземпляр черепа з пізнього олігоцену або раннього міоцену Небраски. Особливості різців Мігмакастору вказують на те, що вони використовувалися для копання. Інші вимерлі бобри, включно з більш відомим Палеокастором, також були рийними, але Мігмакастор, можливо, став копачем незалежно.